# António José Vitorino de Barros
António José Vitorino de Barros (Rio de Janeiro, 1824 — 1891) foi um jornalista e dramaturgo brasileiro.
Fundou com Augusto de Castro, César Muzzi e Machado de Assis a Semana Ilustrada em 1860, um jornal humorístico semanal.
Depois de estudar humanidades no seminário de S. José matriculou-se na Academia de Marinha, onde passou para a Escola Militar, fez o curso de infantaria, o estando já promovido a alferes aluno, abandonou a carreira militar, para entrar na do funcionalismo civil.
Foi diretor da terceira secção da secretaria de estado dos negócios da justiça, oficial da ordem da Rosa, cavaleiro da de Cristo, membro efetivo do Supremo Conselho maçônico do grau 33 do Grande Oriente Unido do Brasil e Grande Venerável da Grande Loja do Rito Escocês, sócio e primeiro vice-presidente da sociedade propagadora das belas artes, sócio do conservatório dramático e membro e secretario da associação propagadora dos cursos noturnos.

## Obras

### Literatura
- A Sé fluminense. 1878 (sob o pseudônimo de Temente a Deus).
- Catastrophe da corveta D. Izabel. Rio de Janeiro, 1861
- O almirante Visconde de Inhaúma. Rio de Janeiro, 1870
- A sé fluminense por um temente a Deus. Rio de Janeiro, 1878
- Semana Ilustrada: jornal humorístico e hebdomadário ilustrado. Rio de Janeiro, 1860 a 1876, 15 vols.
- A molequeida: poemeto
- O sim de um pai

### Teatro
"Os Deuses de Casaca" em 7 de janeiro de 1866 (na "Semana Ilustrada" sob o pseudônimo de Vercingretorix).